# Districte de Newtownabbey
El districte de Newtownabbey és un districte del comtat d'Antrim a Irlanda del Nord. Newtownabbey tenia 85.139 habitants segons el cens de 2011 i es troba a la costa nord de Belfast Lough immediatament al nord de Belfast. Newtownabbey fou fundat en 1958 com a resultat d'una llei del Parlament aprovada en 1957 i comprèn grans àrees residencials i comunitats agràries. Les seves principals indústries són electròniques, software, desenvolupament de telecomunicacions i agricultura. La seu del consell és a Mossley Mill, a Newtownabbey. Altres ciutats són Ballyclare i Glengormley. La Universitat d'Ulster a Jordanstown també és a l'àrea del districte.
El consell municipal de Newtownabbey es divideix en 4 àrees electorals: Antrim Line, Macedon, University i Ballyclare. A les eleccions de 2011 foren elegits 25 membres dels següents partits: 12 Partit Unionista Democràtic (DUP), 5 Partit Unionista de l'Ulster (UUP), 5 Alliance Party, 1 Social Democratic and Labour Party (SDLP), i 2 Sinn Féin. En la trobada general anual del consell municipal del primer dilluns de juny de cada any és escollit l'alcalde. L'alcalde de Newtownabbey per 2011/2012 és Billy Webb (Alliance Party) i el tinent d'alcalde és Victor Robinson (DUP).
En les eleccions al Parlament del Regne Unit es divideix entre les circumscripcions d'East Antrim, South Antrim i North Belfast.

## Resultats de les eleccions locals 1973-2011
|                                                  | 1973 | 1977 | 1981 | 1985 | 1989 | 1993 | 1997 | 2001 | 2005 | 2011 |
| ------------------------------------------------ | ---- | ---- | ---- | ---- | ---- | ---- | ---- | ---- | ---- | ---- |
| Partit Unionista de l'Ulster (UUP)               | 9    | 8    | 9    | 10   | 11   | 10   | 10   | 9    | 6    | 5    |
| Alliance (APNI)                                  | 3    | 6    | 3    | 2    | 4    | 4    | 3    | 1    | 2    | 5    |
| Partit Unionista Democràtic (DUP)                | 3    | 4    | 5    | 9    | 6    | 5    | 2    | 8    | 12   | 12   |
| Independent Unionist (IU)                        | 3    |      | 3    | 2    | 2    | 4    | 3    |      | 1    |      |
| Loyalist (Loy)                                   | 2    | 1    |      |      |      |      |      |      |      |      |
| Labour†                                          | 1    | 1    | 1    | 1    | 1    | 1    | 2    | 1    |      |      |
| Partit Unionista d'Irlanda del Nord (UPNI)       |      | 1    |      |      |      |      |      |      |      |      |
| Independent (Ind)                                |      |      | 1    | 1    |      |      |      |      |      |      |
| Social Democratic and Labour Party (SDLP)        |      |      |      |      | 1    | 1    | 1    | 2    | 1    | 1    |
| Associació de Contribuents de Newtownabbey (NRA) |      |      |      |      |      |      | 2    | 1    | 1    |      |
| Partit Democràtic de l'Ulster (UDP)              |      |      |      |      |      |      | 1    | 1    |      |      |
| Partit Unionista Progressista (PUP)              |      |      |      |      |      |      | 1    |      |      |      |
| Sinn Féin (SF)                                   |      |      |      |      |      |      |      | 1    | 1    | 2    |
| Coalició Unionista de l'Ulster (UUC)             |      |      |      |      |      |      |      | 1    | 1    |      |

† Els resultats del Labour foren per a Robert Kidd i Mark Langhammer. Kidd fou elegit pel Partit Laborista d'Irlanda del Nord en 1973, com a Laborista Independent en 1977, pel Partit Laborista de Newtownabbey en 1981, 1985 i 1997 i pel Labour '87 en 1989. Langhammer fou elegit com a Labour en 1993, 1997 i com a independent en 2001, encara que es defineix a si mateix com a "laborista" al web del consell.
Font:

### Resultats de les eleccions de 2011
| Partit | Partit                                     | escons | canvi +/- |
| ------ | ------------------------------------------ | ------ | --------- |
| •      | Partit Unionista Democràtic                | 12     | =         |
| •      | Partit Unionista de l'Ulster               | 5      | -1        |
| •      | Partit de l'Aliança d'Irlanda del Nord     | 5      | +3        |
| •      | Sinn Féin                                  | 2      | +1        |
| •      | Social Democratic and Labour Party         | 1      | =         |
| •      | Associació de Contribuents de Newtownabbey | 0      | -1        |
| •      | Coalició Unionista Unida                   | 0      | -1        |
| •      | Independent                                | 0      | -1        |

### Resultats de les eleccions de 2005

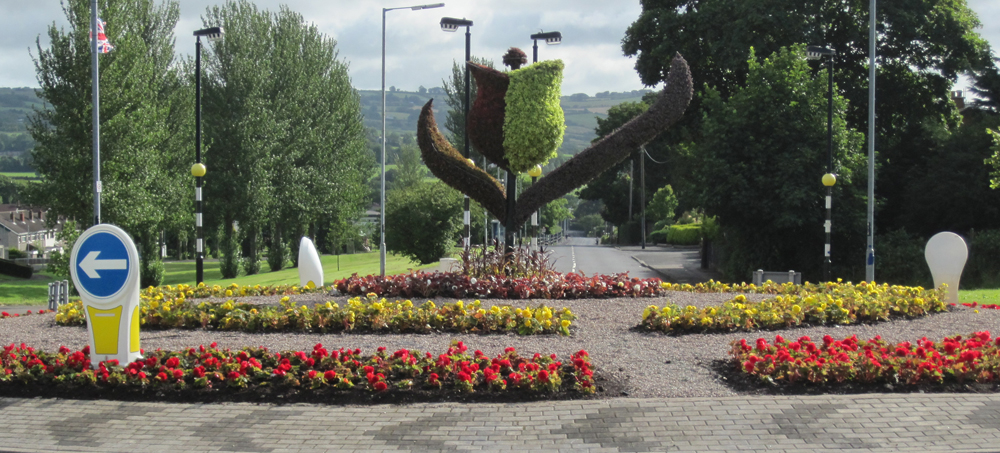
Escultura floral a una rotonda de la ciutat mostrant una representació en 3D del logotip del consell municipal de Newtownabbey

| Partit | Partit                                     | escons | canvi +/- |
| ------ | ------------------------------------------ | ------ | --------- |
| •      | Partit Unionista Democràtic                | 12     | +4        |
| •      | Partit Unionista de l'Ulster               | 6      | -3        |
| •      | Partit de l'Aliança d'Irlanda del Nord     | 2      | +1        |
| •      | Sinn Féin                                  | 1      | =         |
| •      | Social Democratic and Labour Party         | 1      | -1        |
| •      | Associació de Contribuents de Newtownabbey | 1      | =         |
| •      | Coalició Unionista Unida                   | 1      | =         |
| •      | Independent                                | 1      | -1        |

## Alcaldes
1977 - 78: S. R. Cameron
1986 - 87: George Herron, Partit Unionista de l'Ulster
1990 - 91: Fraser Agnew, Partit Unionista de l'Ulster
1991 - 92: Ken Robinson, Partit Unionista de l'Ulster
1996 - 97: Billy Snoddy, Partit Unionista Democràtic
1999 - 00: Jim Bingham, Partit Unionista de l'Ulster
2000 - 02: Vera McWilliam, Partit Unionista de l'Ulster
2002 - 04: Paul Girvan, Partit Unionista Democràtic
2004 - 05: Ted Turkington, Partit Unionista de l'Ulster
2005 - 06: Billy DeCourcy, Partit Unionista Democràtic
2006 - 07: Lynn Frazer, Partit de l'Aliança d'Irlanda del Nord
2007 - 08: Nigel Hamilton, Partit Unionista Democràtic
2008 - 09: Victor Robinson, Partit Unionista Democràtic
2009 - 10: John Scott, Partit Unionista de l'Ulster
2010 - 11: Paula Bradley, Partit Unionista Democràtic
2011 - 12: Billy Webb, Partit de l'Aliança d'Irlanda del Nord
2012 - present: Victor Robinson, Partit Unionista Democràtic

## Revisió de l'Administració Pública
En la revisió de l'Administració Pública (RPA), el consell s'ha d'unificar amb el districte d'Antrim el 2011 per a formar un sol districte amb una àrea ampliada de 572 km² i una població de 128.361 habitants. Les següents eleccions tindran lloc en maig de 2009, però el 25 d'abril de 2008, Shaun Woodward, Secretari d'Estat per a Irlanda del Nord anuncià que les eleccions de districte programades per a 2009 serien posposades fins a la introducció dels 11 nous consells en 2011.